# حكايات وبنعيشها (مسلسل)
حكايات وبنعيشها، مسلسل مصري. من بطولة ليلى علوي، عرض في رمضان عامي 2009 و2010 مكون من جزئين وكل جزء يتكون من حكايتين أول جزء (أول حكاية هالة والمستخبي والثانية حكاية مجنون ليلى) وثاني جزء (ثالث حكاية عن كابتن عفت ورابع حكاية فتاة الليل)، وشارك البطولة باسم سمرة وخالد أبو النجا.

## الجزء الأول

### الحكاية الأولى

#### قصة
تدور أحداث المسلسل حول إمراة متزوجة في منزل العائلة تعيش في حي شعبي ولديها خمسة أبناء، وتعيش هي وأسرتها في ظروف مادية صعبة، لأن زوجها عاطل عن العمل، لتتصاعد الأحداث عندما يقوم زوجها ببيع أحد ابنائهم دون علمها لأسرة ثرية.

#### فريق العمل

##### بطولة
| - ليلى علوي: هالة - أحمد راتب - باسم سمرة: رفعت - رجاء حسين - نضال الشافعي: حازم - محمد رمضان: علي عبد التواب | - سلوى محمد علي - صبري عبد المنعم - لارا: داليا صديقة على - يسري مصطفى - عفاف رشاد - حنان يوسف | - علي حسنين - مروة مهران - أسامة عبد الله - ياسمين النجار - سيف عبد الرحمن | - محمد ممدوح - أحمد ثابت - فايق عزب - سوسن بدر: حب الرمان - رفل: طفل | - يوسف محمد يوسف: طفل - عمر حكيم: طفل - هارون أحمد سمير: طفل - محمد ياسر فاروق: طفل - سفيان محمد يوسف: طفل |

بالاشتراك مع - جيهان أنور - ميرفت أبو عوف - نبيل عرفه - جمال ثابت - محمد يوسف أوزو - زينب السبكي - سحر كامل - محمد قشطة - ياسمين القماش - بيومي فؤاد - ناني سعد الدين - مريم صبري عبد المنعم - أحمد مظهر - صفوت وهيب - مروة إمام - محمد عبد الرازق - شريف كامل - أشرف حمدي - إنجي - صابر زايد - محمد حسن - إيفون سليم - دعاء صلاح - مصطفى يوسف - هاني يوسف عيد: صبى الغرزة - عمرو فريد - أشرف عبد الفضيل - غادة فلفل - محمد عبد العزيز - ماجد السميعي - محمد صديق - سعد محمد سعد - كوكي - وليد حماد - سيد نجيب - وليد الصاوي - محمد تيمور - طارق حريري - عصام غنام - محمد الأحمدي - عبير عواد - برنسة - أحمد سلو - صالح العويل - أيهاب أباظة - أسامة صبحي - أحمد قاسم - صلاح فاروق سعيد - محمد رشدي - نورا - محمد فتحي - إبراهيم صلاح - مؤمن جمال - هشام مجدي
أطفال: ندى شكري - حازم عبد القادر - كريم عبد القادر - محمود علاء الدين - خالد بجة - رضوى خميس

##### إداريون
| - حازم الحديدي: مؤلف - أسامة فريد: مخرج منفذ - معتز التوني: مخرج مساعد - مريم أبو عوف: مخرج | - أحمد اللوزى: مخرج مساعد - مصطفى العربي: مساعد مخرج - اسلام عبد السميع: مصور | - يحيى شنب: منتج منفذ - الكرمة للإنتاج الإعلامي والترفيهي: منتج - نبيل علي ماهر: الموسيقى التصويرية |

### الحكاية الثانية

#### قصة
تدور أحداث المسلسل حول رجل أعمال شاب يدعى (عمر) يتعرض لصدمة نفسية ليدخل مستشفى الأمراض النفسية لفترة طويلة، قبل أن تظهر الطبيبة (ليلى سلام) ليقع عمر في حبها، ويقرر التعافي والخروج من تلك الأزمة، لتتصاعد الأحداث. 

#### فريق العمل

##### بطولة
| - ليلى علوي: ليلى سلام - خالد أبو النجا: عمر - هنا شيحة - جيهان فاضل - ليلى طاهر - عبد الرحمن أبو زهرة - رانيا يوسف: بسنت - أشرف زكي - صفاء جلال - وليد فواز - يوسف فوزي | - رؤوف مصطفى: الأستاذ احمد والد ليلى - علا رشدي - لؤي عمران - دنيا مسعود - أحمد حبشي - ياسر الطوبجي - محمد نصر - هاني النابلسي - محمد العزابي - مهند - سما المصري | - سيف - يوسف - لالا - هشام إسماعيل: ايهاب زوج ليلى - حمدي الرملي - سعيد الصالح - فاروق نجيب - فيفي السباعي - عيد أبو الحمد - تيسير فخري | - وداد محمود - محمد قشطة - محمد جمال - محمود السنطي - عادل عطية - راندا إبراهيم - سكر - عاطف عمار - عايدة رياض: ضيفة شرف - محمود الشوربجي |

##### إداريون
| - محمد رفعت: مؤلف - محمد علي: مخرج - كمال منصور: مخرج منفذ - حسام الجزار: مساعد مخرج | - نانسي عبد الفتاح: مدير التصوير - عمرو عرفة: منتج - عمرو قورة: منتج - يحيى شنب: منتج | - غادة يوسف: مصمم الملابس - محمود طلعت: الألحان والموسيقى التصويرية - جنات: غناء - صلاح سعيد: مصور فوتوغرافيا |

## الجزء الثاني

### الحكاية الثالثة

#### قصة
تدور أحداثه حول سيدة توفي زوجها واصبحت الام والاب لاولادهاتحمّلت مسؤولية رعايتهم الثلاثة، وتسعى لإثبات ذاتها كإمرأة لها دور في المجتمع.فلديها افكار مجنونة لمشاريع اقتصادية الا ان هذه المشاريع علي اختلافها فان مصيرها دائما يكون الفشل وخيبة الامل.. الصدفة قادتها ان تعين بالخطأ كمدربة لياقة بدنية لاحد النوادي الرياضية لتصبح الكابتن عفت أول سيدة تتولي مسئولية اللياقة البدنية لاحدي فرق كرة القدم. كعادتها ثابت عفت وعملت جاهدة لانجاح مشروعها الذي لم يكن مصيره كسابقيه بل تحول من مهمة ظهرت بمحض الصدفة الي انتصار هائل حققته الكابتن عفت مع أعضاء النادي واسرتها ومع نفسها.

#### فريق العمل

##### بطولة
| - ليلى علوي: عفت عبد الرحمن الشربيني - عابد فهد: عادل شاهين - أسامة عباس: الأب - أسامة منير: د.شريف - هشام إسماعيل: علاء - وليد فواز: اشرف - ضياء الميرغني: مغازي - إيمي سمير غانم: ضحي - حجاج عبد العظيم - محمد حسني: كوته - ياسر الطوبجي: مرتضي - حمادة بركات: فوزى أبو رياض - رضوى أبو شادي: فاتن - صبري عبد المنعم: القليوبي - علي قنديل - يوسف محمد: طفل - فرح حرب: طفلة | - شريف أيمن - وفاء قمر - سولافة غانم - سمر عبد الوهاب - حسان العربي - عواطف حلمي - فتحي سعد - مجدي عبد الحليم - زينة منصور - مصطفى يوسف - يوسف عيد - حسن مصطفى - سيد عزمي - مي - عزة إبراهيم طه - زينب طه - ادم | - محمد زكي - اشرف هاشم - عماد حمدي - نسر - أحمد مصطفى - محمد كوارشي - شادي مكرم - إيناس أحمد - دينا حرب - نيرمين فاتح - إبراهيم عبد الرازق - سعيد ماسبيرو - بدوي - أسامة طارق - ماهر طه - حمزة عبد اللطيف - رانيا فرنسيس | - خالد خليل - اسلام وافي - كامل أشرف - عاصم عصام - حسام فضالي - هبة دياب - محمد يوسف - جمال عبد القادر - حمدي شريف - محمد رشدي - محمد الكيلاني - إلهام واصف - احمد شومان - وليد يوسف - مدحت نصار - سعد ياسين - عزة عبد الله | - طلعت الشريف - سلوى العرابي - حازم فؤاد - محمود الشوربجي - محمد قشطة - عمرو عبد العظيم - احمد النمرسي - زكي حسين - نفرتاري جمال - خالد توفيق - سامر المنياوي - عمرو زيدان - رمضان إبراهيم - محمد عادل: سمير - محمد نصر - محمد سامي: طفل |

##### إداريون
| - محمد رفعت: قصة وسيناريو وحوار - سميح النقاش: مخرج - حسام الجزار: مساعد مخرج - شادي يسري: مخرج مساعد - عمرو فاروق: مدير التصوير - Final cut: منتج | - أفلام يحيى شنب: منتج - برومو ميديا: منتج - الكرمة للإنتاج الإعلامي والترفيهي: منتج - يحيى شنب: منتج - عمرو عرفة: منتج - عمرو قورة: منتج | - رفعت عبد الحكيم: منفذ ملابس - علاء التونسي: ماكيير - أيمن بهجت قمر: مؤلف الأغاني - جنات: غناء - محمود طلعت: الألحان |

#### هوامش
- أضطر فريق عمل المسلسل للانتقال إلى نادى 6 أكتوبر لاستكمال التصوير هناك وذلك بعدما تعرض فريق عمل المسلسل لمضايقات من المعجبين أثناء التصوير في مركز شباب طرة والذي أدى إلى وقف التصوير أكثر من مرة.
- قررت ليلي علوي الاستعانة بنفس تتر مسلسلها «حكايات وبنعيشها» الذي عرض عام 2009 متضمنا جزءين الأول هو «هالة والمستخبي»، والثاني حمل عنوان «مجنون ليلي»، حيث تم الاستعانة بنفس التتر للمسلسلين باعتبارهما جزءا ثانيا من مسلسل «حكايات وبنعيشها»،
- يعد العمل هو الجزء الأول من الموسم الثاني لمسلسل «حكايات وبنعيشها» وتدور احداثه في 15 حلقة فقط.
- كان المسلسل قد توقف تصويره لفترة بسبب الطقس الحار الذي اثر علي الابطال ومنهم ليلي علوي التي اصيبت بضربة شمس ولم تستكمل التصوير
- الاسم الأول للمسلسل كان «الوقت الضائع» ثم تم تغييره الي «كابتن عفت»
- قررت الفنانة ليلى علوي تأجيل الاحتفال ببدء تصوير المسلسل إلى ما بعد الانتهاء من التصوير. وطلبت ليلى علوي من المسؤولين عن الاستوديو الاعتذار لوسائل الإعلام عن عدم الدخول للحفاظ على سرية التصوير في المرحلة الحالية.
- فوجئت ليلي علوي بزيارة زوجها رجل الأعمال «منصور الجمال» أثناء تصوير مشاهدها من المسلسل داخل بلاتوه مدينة السينما.
- واجهت اسرة المسلسل قبل التصوير مشكلة في اختيار البطل الذي سيقف امام ليلي علوي لانهم يبحثون عن شخص ذو مواصفات خاصة وهي شارف على الخمسين ويتمتع بشخصية عنيفة جدا بالإضافة الي انه يكون متفرغ ولكن كان كل المرشحين لديهم أعمال اخري ومنهم «هشام سليم» ولكن في النهاية تم الاستقرار علي «عابد فهد».
- بدأ التصوير في مارس 2010
- بدأ عابد فهد تصوير دوره في المسلسل في 15 أبريل 2010 بعد عودته من سوريا بسبب ارتباطه بتصوير مسلسل «انا القدس» مع المخرج باسل الخطيب
- تأخر تصوير العمل لرغبة المخرج سميح النقاش بتصوير المشاهد في أماكنها الطبيعية والاكتفاء بتصوير مشاهد منزل ليلي علوي في البلاتوه وأن أغلب أحداث العمل تدور في مناطق شعبية لذا كان هناك صعوبة في اختيار الأماكن حتي تم الاستقرار علي عدد منها كمناطق السكاكيني ونزلة السمان والجمالية والاباجية.
- وصلت ميزانية المسلسل مايقرب من 35 مليون جنيه.
- على الرغم من التجريح الذي تعرض له خبير التجميل علاء التونسي من يحيى أبو شنب منتج المسلسل حيث أكد أبو شنب أن التونسي يحاول التشهير بأسمه رغبه في الشهرة على حساب سمعه المسلسل.ومن جانبه قال التونسي أنا لم أخذ كل حقوقي المادية من يحي أبو شنب بالرغم من أني المسئول الوحيد عن الماكياج الخاص بالعمل خاصة وادعاءه بأنني احتاج لشهرة غير صحيح لأنني لا ينقصني دعاية.وأستاء التونسي من موقف الفنانة ليلي علوي قائلاً: استغربت من تجاهل الفنانة ليلي علوي من مشكلتي وفريق الإنتاج خاصة وأنني كنت المسئول عن ماكياجها بشكل كامل.وأشار التونسي أنه خرج لوسائل الإعلام وأراد أن يوضح موقفه خوفا من أن يتم الاستعانة بخبير تجميل أخر ورفع أسمه من تتر العمل ويتم نسب عمله إلى غيره، وفي حالة حدوث ذلك فإنه سوف يلجأ للقضاء.وأضاف أن سبب قيامه برفع دعوى بوقف العمل رغبه في رد إمكانياته المادية ونسبه إليه.
- أُصيبت بطلته ليلى علوي بآلام في الرقبة حيث أصيبت بتمزق في أربطة الرقبة من كثره الإجهاد، واضطرت للاستعانة برقبة طبية ألزمها الطبيب بارتدائها باستمرار، إلا أنها كانت تقوم بخلع هذه الرقبة لفترة مؤقتة لاستكمال التصوير الذي لم تتمكن من تأجيله.
- يعد المسلسل أول تجربة تليفزيونية للمخرج سميح النقاش.
- اعتذر الفنان السوري عبد المنعم عن عدم المشاركة في المسلسل نظرا لتعارض مواعيد تصوير العمل مع مواعيد أخرى له.

### الحكاية الرابعة

#### قصة
تدور أحداث المسلسل حول «فارس» الذي ينهار بسبب رحيل جدته التي كانت تؤنس وحدته وترافقه في حياته التي أغلقها على نفسه. وبعد موتها يصبح «فارس» وحيداً في الشقة التي طالما بثت الرعب في نفسه لأسباب يجهلها. يتعرض «فارس» لحادثة مريبة من قبل أصدقائه جعلته على يقين بأن هناك عفريتة تهيم في بيته وتتحيّن اللحظة لتسكنه. ثم يتفاجأ «فارس» بصوت نسائي يتحدث إليه ويأمره بالطاعة والانصياع لكل ما يسمعه. يكتشف بعدها أن صاحبة الصوت هي «جولفدان» التي سحرته بجمالها أو ربما بما لديها من قدرات العفاريت.

#### فريق العمل

##### بطولة
| - ليلى علوي: علياء - باسم سمرة: فارس - رانيا محمود ياسين: امال - أمير كرارة: سامح - مروة مهران: نعمات - رشوان توفيق: والد علياء - محمود العلايلي: رابح - هناء الشوربجي: جميلة - رحاب الجمل: منيرة - إيهاب مبروك - دينا مرسي - هدى الصيفي | - فاطمة كشري - عزت إبراهيم - سامح أبو الغار - محمد السعداوي - بيومي حداد - محمد فريد - محمد كمال - ليلى عز العرب: طبيبه نفسيه - ثريا إبراهيم - أحمد عبد الحي - أحمد سامي عبد الله | - سلوى محمد علي - ريم حجاب - سيد رجب - ايهاب ناصر: طفل - سيلين - مصطفى طارق: طفل - مروة عيد - آيه طارق: طفلة - أشرف الدياسطي - إيناس عبد العال - مجدي حنفي | - أحمد سمير - محمد شيرين - محمد أبو سعدة - ريهام سالم - محمود تيمور - أحمد الطوخي - هاني إبراهيم - محمود جليفون - شريف العجمي - هشام منصور - مونيا منير |

##### إداريون
| - حازم الحديدي: قصة وسيناريو وحوار - رامي غيط: مخرج الوحدة الثانية - هالة خليل: مخرج - كريم الميهي: مساعد أول المخرج - أحمد كردوس: مدير التصوير - محمد سطوحي: مدير إنتاج | - يحيى شنب: منتج - عمرو عرفة: منتج - عمرو قورة: منتج - برومو ميديا: منتج - الكرمة للإنتاج الإعلامي والترفيهي: منتج - أفلام يحيى شنب: منتج | - علاء التونسي: ماكيير - أيمن بهجت قمر: كلمات الأغاني - جنات: غناء - محمود طلعت: الألحان - شيرين فرغل: مهندس الديكور |

#### هوامش
- بعد ان وافقت النجمة شويكار علي المشاركة في المسلسل .. استقرت هالة خليل علي هناء الشوربجي لتشترك في بطولة المسلسل مع ليلي علوي بدلاً من «شويكار» التي اعتذرت عن الدور
- داهمت الفنان باسم سمرة آلاماً مبرحة في المعدة أثناء تصويره أحد مشاهد المسلسل، وبعد فحص الطبيب عليه اتّضح أنه مصاب بتلبك معوي نتيجة إعادة تصوير المشهد أكثر من مرة والذي كان يتناول فيه فول وطعمية.وحصل باسم سمرة على أجازة من التصوير عدّة أيام.
- مسلسل «فتاة الليل» كان يحمل في البداية عنوان «فتاة العاشرة»، وذلك باعتباره الأقرب لأحداث المسلسل، وهو الحكاية الثانية من الجزء الثاني من «حكايات وبنعيشها».
- وافقت المخرجة هالة خليل على طلب الفنانة ليلى علوي بمنحها أجازة لمدة عشرة أيام قبل بدء تصوير مشاهدها في المسلسل لرغبتها في القيام بأجازة قصيرة لإحدى المدن الساحلية بصحبة زوجها رجل الأعمال منصور الجمال خاصة بعد المجهود المضاعف الذي بذلته في تصوير الجزء الأول من المسلسل والذي يحمل عنوان (كابتن عفت) تأليف محمد رفعت وإخراج سميح النقاش . هالة خليل اتفقت مع الشركة المنتجة على عدم توقف تصوير المسلسل خلال الفترة التي غابت فيها ليلى علوى وإنجاز مجموعة كبيرة من المشاهد التي لا تشارك هي فيها ومعظمها مشاهد خارجية بشوارع وميادين مختلفة .
- تعرّض الفنان باسم سمرة لضربة شمس أثناء تصويره لأحد المشاهد في المسلسل، حيث قام باسم بتصوير أحد المشاهد في شوارع القاهرة تحت أشعة الشمس المباشرة ما اضطر مخرج المسلسل لتأجيل استكمال التصوير لمدة يومين لحين استقرار حالة الممثل وإمكانية وقوفه أمام الكاميرا مجدداً.